# 白刺科
白刺科是无患子目之下一個被子植物的科。
本科植物为落叶灌木，叶不分裂，线形，肉质；小枝有刺；花小，黄绿色，花瓣5；果实为核果。属于旱生植物。
1981年的克朗奎斯特分类法将其列在蒺藜科内，1998年根据基因亲缘关系分类的APG 分类法认为应该单独分为一个科，但可以选择性地和也是新分出来的骆驼蓬科合并，2003年经过修订的APG II 分类法认为这两科也可以选择性地和旱霸王科合并。

## 分佈
本科物種主要分佈於乾旱至半干旱气候地區，包括从撒哈拉沙漠以北的非洲及欧洲南部地中海沿岸，直到西伯利亚和中国西北中亞地區的干旱地带。
澳大利亚南部及西南部（白刺属）及墨西哥東部（骆驼蓬属）也有部分物种。中国有5种，分布在西北和北方部分地区。

## 分類
白刺科下領三屬19種，分別如下：
- 白刺属 Nitraria
- 骆驼蓬属 Peganum
- Tetradiclis